# آريال ميندي
آريال ميندي (بالفرنسية: Arial Mendy)‏ هو لاعب كرة قدم سنغالي في مركز الدفاع، ولد في 7 نوفمبر 1994 في زيغينشور في السنغال. لعب مع نادي لانس.

## وصلات خارجية
- آريال ميندي على موقع رابطة كرة القدم الفرنسية للمحترفين (الإنجليزية)
- آريال ميندي على موقع قاعدة بيانات كرة القدم.إي يو (الإنجليزية)
- آريال ميندي على موقع ليكيب (الفرنسية)
- آريال ميندي على موقع ناشيونال فوتبول تيمز (الإنجليزية)
- آريال ميندي على موقع Soccerway.com (الإنجليزية)